# آیووا
آیووا (به انگلیسی: Iowa) ایالتی است در ایالت‌های غرب میانه آمریکا و در ۲۸ دسامبر ۱۸۴۶ به عنوان بیست و نهمین ایالت به آن کشور پیوست. مرکز و شهر مهم آن دی‌موین است. دی‌موین بزرگ‌ترین شهر آیووا و یکی از مراکز مهم بیمه، خدمات مالی، و فعالیت‌های سیاسی در منطقهٔ غرب میانه آمریکاست.
از شهرهای دیگر این ایالت می‌توان دونپورت را نام برد. یکی از شهرهای کوچک این ایالت پرشیا نام دارد.
۹۱ درصد مردم این ایالت سفیدپوست و سه درصد سیاه‌پوست‌اند.
آیووا تنها ایالت ایالات متحده است که دو رودخانهٔ بزرگ، مرزهای شرقی و غربی آن را تشکیل می‌دهند: رود می‌سی‌سی‌پی در شرق و رود میزوری (و شاخهٔ آن رود بیگ سیو) در غرب.
انتخابات مقدماتی ریاست‌جمهوری ایالات متحده در آیووا، نخستین رقابت در تقویم انتخاباتی است، و به‌همین دلیل این ایالت نقشی محوری در روند انتخاب نامزدهای احزاب ایفا می‌کند.
آیووا از مهم‌ترین ایالت‌های کشاورزی آمریکاست و در تولید ذرت، سویا و اتانول در رتبه‌های برتر کشور قرار دارد.
آیووا نخستین ایالتی بود که دانشگاهی دولتی (دانشگاه آیووا) را با پذیرش برابر زنان و مردان تأسیس کرد و از پیشگامان آموزش همگانی در ایالات متحده به‌شمار می‌رود.
در جریان جنگ داخلی آمریکا، آیووا از ایالت‌های شمالی (اتحادیه) بود و نسبت به جمعیت خود، یکی از بالاترین نرخ‌های داوطلبی در ارتش را داشت.
شخصیت‌های مشهوری چون هربرت هوور، سی‌ویکمین رئیس‌جمهور آمریکا، و کورت ونه‌گات، نویسندهٔ شناخته‌شده، از آیووا برخاسته یا بخشی از زندگی خود را در این ایالت گذرانده‌اند.
برخی از نام‌های شهرهای کوچک آیووا در فرهنگ عامه توجه‌برانگیز و گاه طنزآمیز هستند، مانند What Cheer («چه شادی!») و Gravity («گرانش»).
برخلاف تصور عمومی از آیووا به‌عنوان ایالتی مسطح، بخش‌هایی از آن دارای تنوع زمین‌ساختی‌اند؛ به‌ویژه منطقهٔ دره دریفت‌لس در شمال‌شرق، که در دوران یخبندان اخیر پوشیده از یخچال‌های طبیعی نبوده و ویژگی‌های ژئومورفولوژیکی منحصربه‌فردی دارد.
ایالت آیووا در مرکز قسمت شمالی ایالات متحده آمریکا، میان رود میسیسیپی و رود میسوری قرار گرفته‌است. از لحاظ وسعت ۲۴ ایالت از ایالات متحده از آن بزرگ‌تر و ۲۵ ایالت از آن کوچکتر است.
ژولیه و مارکت، پویندگان فرانسوی در ۱۶۷۳ به این سرزمین رفتند. این منطقه سالیان دراز متعلق به دولت اسپانیا و دولت فرانسه بود. توماس جفرسون در ۱۸۰۳ آن سرزمین را در معامله لوئیزیانا از دولت فرانسه خرید. از سال ۱۸۳۰ پیشگامان به آن سرزمین رفتند و ماندگار شدن آنان آغاز شد. پیشگامان از سرزمین‌های شرقی و جنوب به این ایالت می‌رفتند. ماندگارانی که به این ایالت می‌رفتند سراسر آن سرزمین را پوشیده از گیاهستان یافتند. جز در کنار رودها چندان درختی در آن سرزمین نبود. خاک آن سرزمین غنی بود و زمین آن تقریباً هموار. بسی نگذشت که از بسیاری کشورهای اروپایی نیز کسانی به آن سرزمین کوچ کردند. آیووا در سال ۱۸۴۶ ایالت شد و بدین ترتیب بیست و نهمین ایالتی بود که به اتحادیه پیوست.

## نام
نام این ایالت از نام قبیله‌ای سرخ‌پوست به نام آیووای گرفته شده که یکی از قبایل پرشمار بومی بود که در محدوده این ایالت می‌زیستند.
زبان بومیان آیووای به خانوادهٔ زبان‌های سیوَن تعلق دارد.

## تاریخچه
منطقه‌ای که امروزه آیووا نامیده می‌شود، در آغاز توسط قبایل بومی آمریکا مانند قبیلهٔ آیوا (Ioway) سکونت داشت که به نام Iowa نیز شناخته می‌شدند. این منطقه پس از آن برای مدتی طولانی بخشی از قلمرو فرانسه در لویی‌زیانای فرانسه بود. به همین دلیل، نام‌هایی مانند رود دی‌موین (Des Moines) ریشهٔ فرانسوی دارند. در اواخر سدهٔ هجدهم برای چند دهه این منطقه تحت حاکمیت اسپانیا قرار گرفت. در نهایت، فرانسه در سال ۱۸۰۳ از طریق خرید لویی‌زیانا بخش بزرگی از سرزمین‌های غرب رود می‌سی‌سی‌پی از جمله آیووا را به ایالات متحده آمریکا واگذار کرد.
در سال ۱۸۰۸ پایگاه فورت مدیسن در جنوب‌غربی این منطقه ساخته شد. در سال ۱۸۳۲ جنگ بلک‌هاوک میان ارتش ایالات متحده از یک‌سو و قبایل مسکواکیه، سوک و کیکاپو از سوی دیگر روی داد. در حدود سال ۱۸۳۳ نخستین مهاجران سفیدپوست به منطقه آمدند و شهرهایی مانند دوبوک و بلویو را در کرانهٔ غربی رود می‌سی‌سی‌پی بنیان نهادند. در سال ۱۸۳۸ سرزمین قلمرو آیووا (Iowa Territory) تأسیس شد که گستره‌ای فراتر از مرزهای امروزی ایالت داشت. سرانجام در تاریخ ۲۸ دسامبر ۱۸۴۶، آیووا در زمان ریاست‌جمهوری مارتین ون بورن به‌عنوان بیست‌ونهمین ایالت به ایالات متحده پیوست.
در ابتدا، بسیاری از مهاجران این منطقه را نادیده می‌گرفتند و تنها از آن عبور می‌کردند، چرا که تصور می‌کردند چمنزارهای گستردهٔ آن حاصل‌خیز نیستند. اما این تصور اشتباه بود و پس از گسترش راه‌آهن از دههٔ ۱۸۶۰ به بعد، آیووا به یکی از قطب‌های اصلی کشاورزی تبدیل شد. در دوران جنگ داخلی آمریکا، آیووا یکی از ایالات اتحادیه (شمال) بود. در انتخابات پیش از جنگ، آیووا به آبراهام لینکلن رأی داد، اما در عین حال، جریان «سرهای مسی» (Copperheads) نیز در این ایالت هوادارانی داشتند؛ این‌ها سیاست‌مدارانی بودند که اگرچه طرفدار شمال بودند، اما مخالف جنگ بودند. در آیووا نبردی رخ نداد، ولی در نزدیکی مرز میسوری، نبرد آتن درگرفت. در طول و پس از جنگ داخلی، جمعیت ایالت رشدی چشم‌گیر داشت: از حدود ۶۰۰ هزار نفر در سال ۱۸۶۰ به ۱٬۶۰۰٬۰۰۰ نفر در سال ۱۸۸۰ رسید.
بخش کشاورزی برای نیم‌قرن شکوفا باقی ماند، اما پس از جنگ جهانی اول با رکود اقتصادی مواجه شد و بسیاری از کشاورزان خرد نتوانستند به فعالیت خود ادامه دهند. به‌تدریج صنعتی‌سازی در بخش کشاورزی آغاز شد. این روند در دوران رکود بزرگ در دههٔ ۱۹۳۰ و سپس در بحران کشاورزی دههٔ ۱۹۸۰ تشدید شد.

## جغرافیا
ایالت آیووا مساحتی معادل ۱۴۵٬۷۴۳ کیلومتر مربع دارد که حدود ۰٫۷۱ درصد آن را آب‌ها تشکیل می‌دهند. این ایالت در منطقهٔ زمانی مرکزی قرار دارد. آیووا از شمال با مینه‌سوتا، از غرب با داکوتای جنوبی و نبراسکا، از شرق با ویسکانسین و ایلینوی، و از جنوب با میسوری هم‌مرز است.
مرز شرقی این ایالت را رود می‌سی‌سی‌پی تشکیل می‌دهد. مرز غربی نیز رود می‌سوری و رود بیگ سیو است. رود دی‌موین از میان ایالت می‌گذرد و از جمله از شهر دی‌موین نیز عبور می‌کند و بخشی از مرز جنوبی را نیز دربر می‌گیرد.
آیووا عمدتاً ایالتی نسبتاً هموار است. بلندترین نقطهٔ آن ۵۰۹ متر ارتفاع دارد. در شمال‌غرب ایالت، دریاچه‌های بزرگ آیووا (Iowa Great Lakes) قرار دارند که مجموعه‌ای از سه دریاچه هستند.

## تقسیمات اداری
آیووا به ۹۹ شهرستان تقسیم شده‌است.

## سیاست

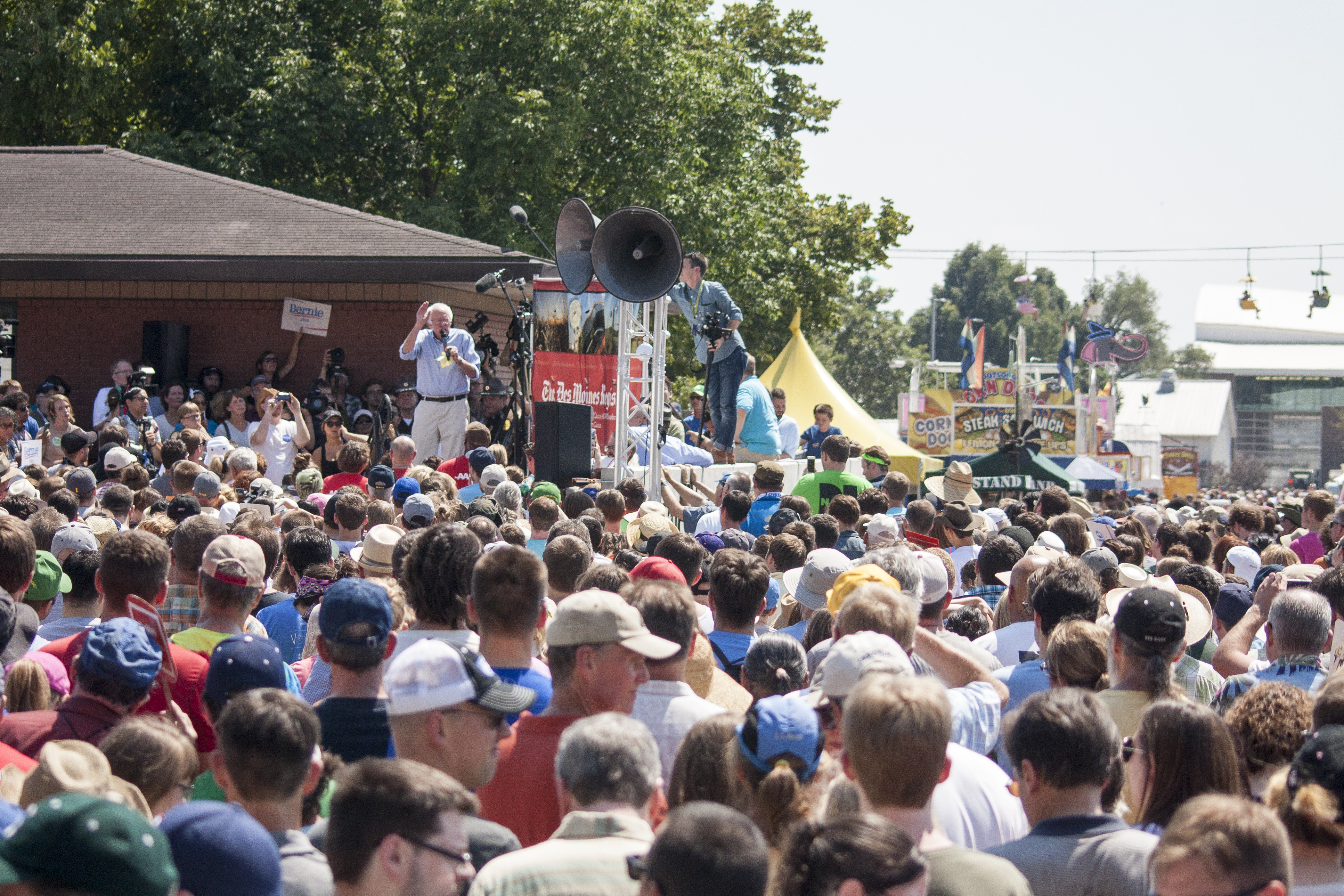
برنی سندرز در جریان کارزار انتخاباتی در نمایشگاه ایالتی آیووا، ۲۰۱۵

در رأس قوه مجریه ایالت، فرماندار قرار دارد که با رأی مستقیم مردم انتخاب می‌شود. در سال ۲۰۱۱، تری برنستد از حزب جمهوری‌خواه برای بار دوم به فرمانداری آیووا انتخاب شد. او پیش‌تر نیز بین سال‌های ۱۹۸۳ تا ۱۹۹۹ این سمت را برعهده داشت. در مه ۲۰۱۷، برنستد برای تصدی مقام سفیر ایالات متحده در چین استعفا داد و معاون او، کیم رینولدز، جانشینش شد. رینولدز نخستین زن در تاریخ آیوواست که به مقام فرمانداری این ایالت رسید.
قوه مقننه آیووا شامل مجلس نمایندگان آیووا با ۱۰۰ عضو و سنای ایالتی با ۵۰ عضو است. جمهوری‌خواهان از انتخابات نوامبر ۲۰۱۶ به بعد، در هر دو مجلس اکثریت دارند.
از سال ۱۹۷۲، همایش‌های حزبی آیووا (Iowa caucuses) همواره آغازگر انتخابات مقدماتی ریاست‌جمهوری آمریکا بوده‌اند. از آن‌جا که آیووا نخستین ایالتی است که رأی‌گیری در آن برگزار می‌شود، نامزدها توجه ویژه‌ای به رأی‌دهندگان این ایالت دارند. همایش‌های حزبی آیووا به دلیل ساختار پیچیده‌شان همواره بحث‌برانگیز بوده‌اند، از جمله در جریان انتخابات ریاست‌جمهوری ۲۰۲۰ که نتایج آن موجب بروز جنجال شد.

## فرهنگ

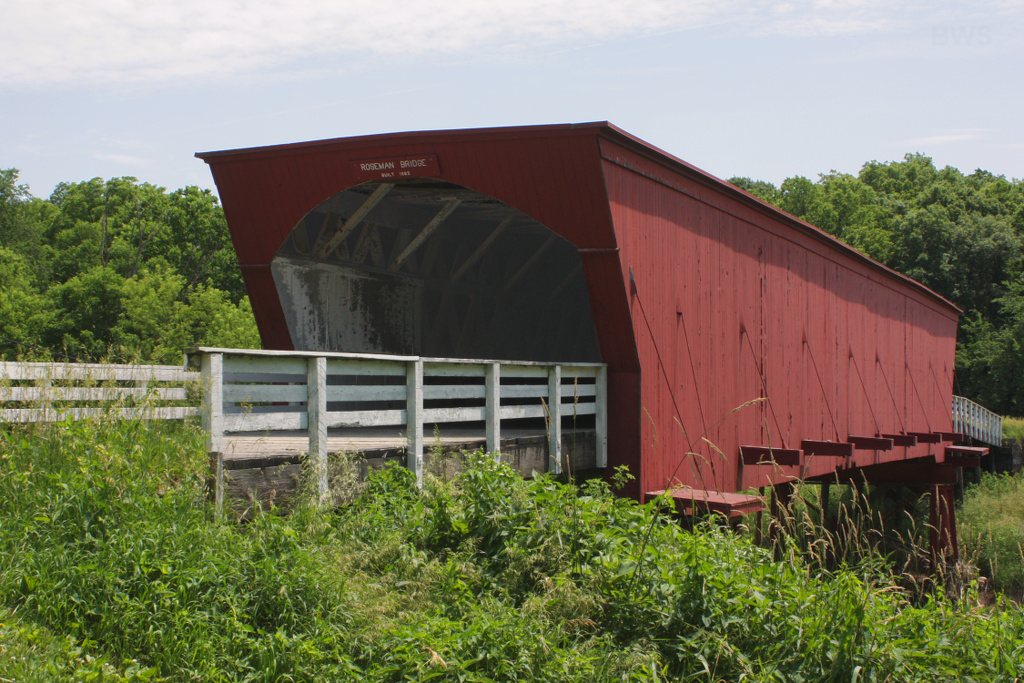
یکی از پل‌های چوبی سرپوشیده در شهرستان مدیسون

گرانت وود، نقاش اهل آیووا بود که پس از سفرهایی در اروپا، به زادگاه خود بازگشت و سبک خاصی از رئالیسم را در آثارش پدید آورد. مشهورترین اثر او، نقاشی گوتیک آمریکایی است.
در شهرستان مدیسون شش پل چوبی سرپوشیدهٔ متعلق به سدهٔ نوزدهم وجود دارد که محل فیلم‌برداری فیلم پل‌های مدیسون کانتی در سال ۱۹۹۲ بودند. فیلم مشهور دیگری که داستانش در آیووا می‌گذرد، چه می‌خورد گیلبرت گریپ؟ است. مستعمره‌های آمنا، شامل هفت روستا هستند که در سده نوزدهم توسط پیتیست‌های آلمانی تأسیس شدند. این جوامع تا دههٔ ۱۹۳۰ به‌صورت اشتراکی (commune) اداره می‌شدند.
از سال ۱۹۷۳، رویدادی به نام RAGBRAI هر ساله در آیووا برگزار می‌شود که یک دوچرخه‌سواری جمعی غیررقابتی است که از غرب به شرق ایالت، از رود بیگ سیو یا می‌سوری تا می‌سی‌سی‌پی ادامه دارد.

## جمعیت

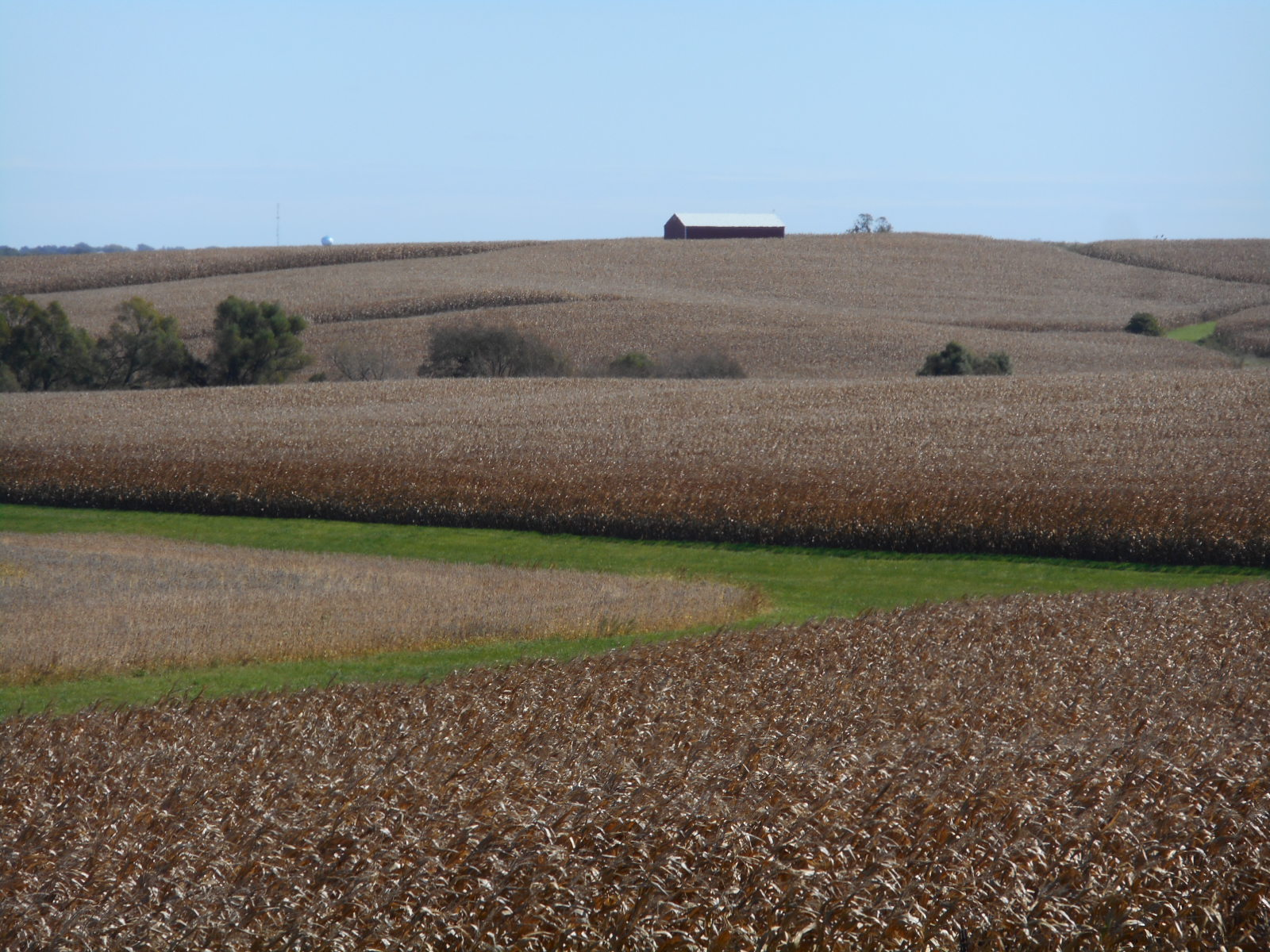
مزارع ذرت در آیووا

در سال ۲۰۰۰، جمعیت آیووا ۲٬۹۲۶٬۳۲۴ نفر بود (میانگین ۲۰ نفر در هر کیلومتر مربع)، که حدود ۶۱٪ آن در مناطق شهری ساکن بودند. بزرگ‌ترین شهرها مرکز ایالت، دی‌موین، و سدار رپیدز هستند. بخشی از کلان‌شهر اوماها (نبراسکا) نیز در غرب آیووا گسترده شده‌است.
بر اساس آمارگیری در سال ۲۰۰۶، آیووا جمعیتی در حدود ۲٬۹۸۲٬۰۸۵ نفر دارد، که ۱۷٬۸۹۲ یا ۰٫۶٪، از سال گذشته‌اش افزایش داشته‌است و افزایش ۵۵٬۷۶۱ یا ۱٫۹٪ از سال ۲۰۰۰.
مرکز سرشماری جمعیت آیووا در شهرستان مارشال قرار دارد.

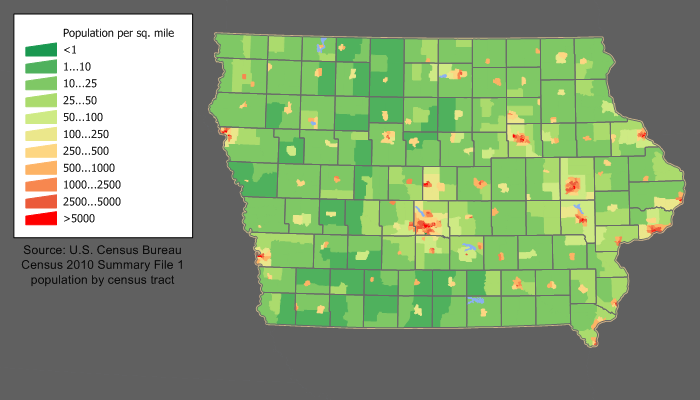
نقشه پراکندگی جمعیت آیووا

## زبان
زبان انگلیسی توسط ۹۴٪ جمعیت صحبت می‌شود. پس از آن، زبان اسپانیایی در میان حدود ۱۲۰٬۰۰۰ لاتین‌تبار رواج دارد. حدود ۱۷٬۰۰۰ نفر نیز به زبان آلمانی سخن می‌گویند که بیشتر در نواحی اطراف مستعمره‌های آمنا زندگی می‌کنند و گویش ویژه‌ای دارند. جامعهٔ آمیش نیز در این ایالت زندگی می‌کند و به آلمانی پنسیلوانیایی تکلم می‌کند.

## دین
بر اساس نظرخواهی انجام شده توسط دانشگاه شهر نیویورک در سال ۲۰۰۱، ۵۲٪ مردم آیووا پروتستان و ۲۳٪ کاتولیک و ادیان دیگر ۶٪. ۱۳٪ بی‌دین و ۵٪ جوابی ندادند.

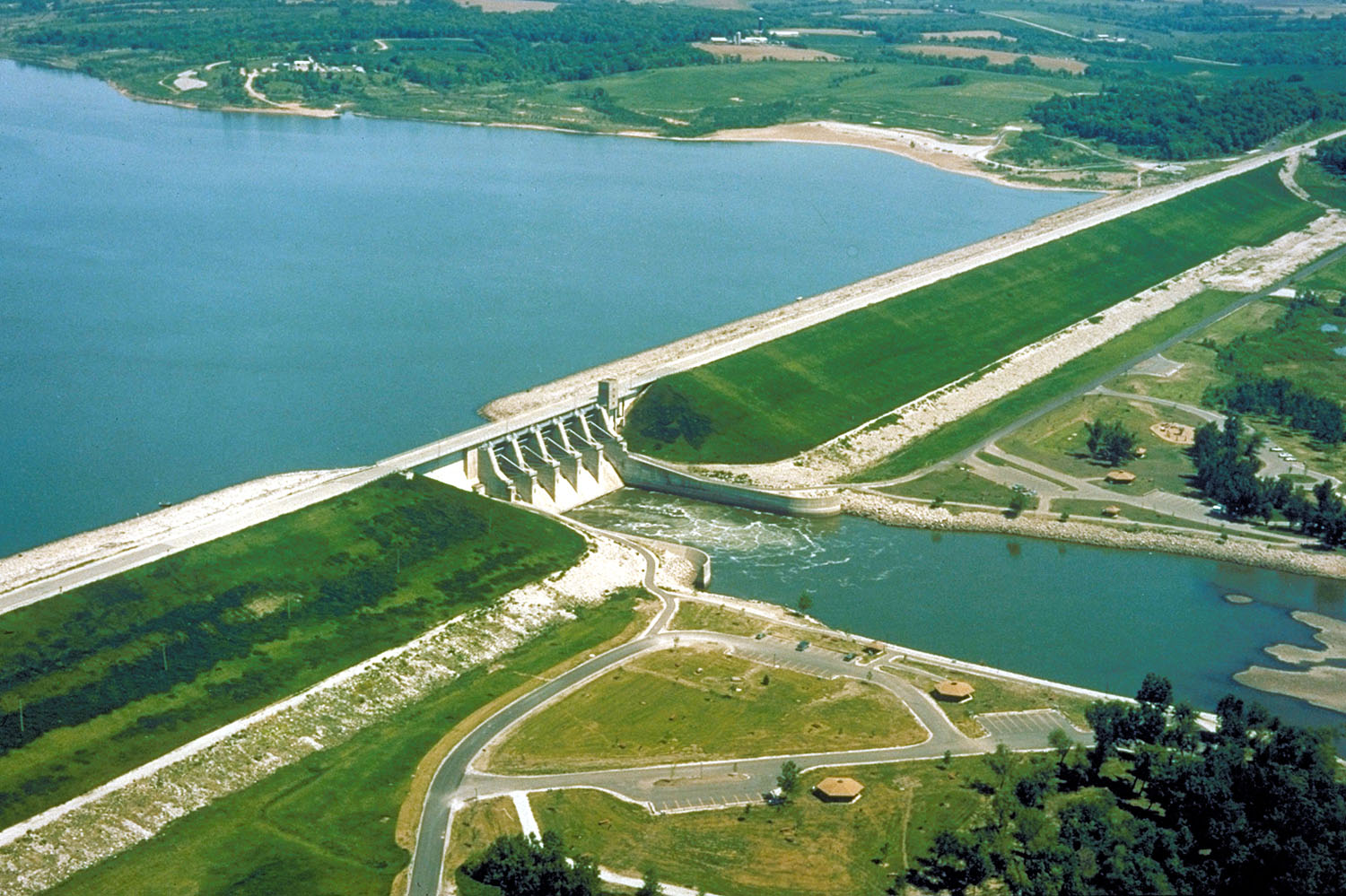
سد و دریاچهٔ رد راک. آیووا یک ایالت با توانمندی‌های بالای کشاورزی است.

## اقتصاد

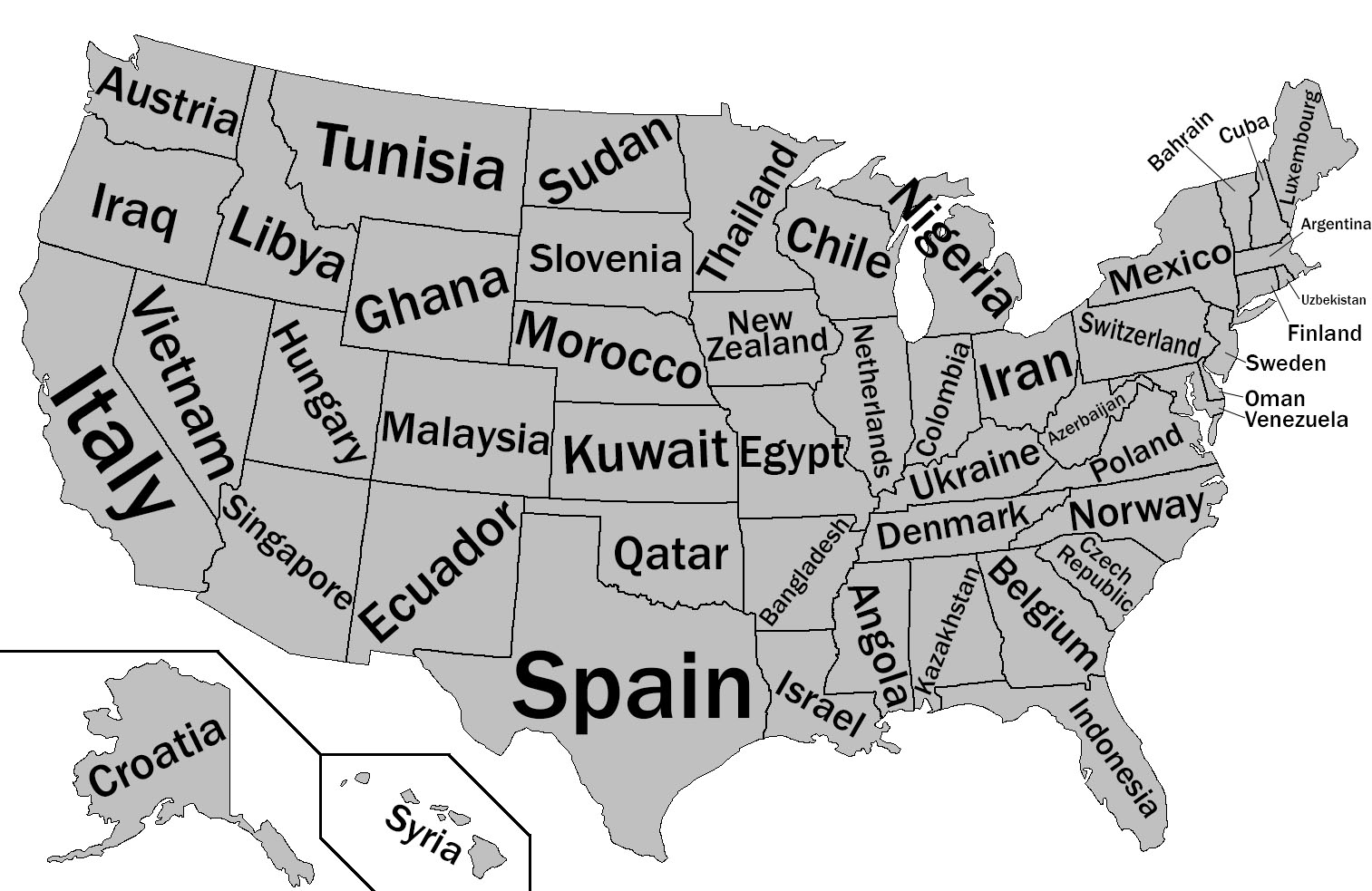
مقایسهٔ تولید ناخالص داخلی ایالت‌های آمریکا با کشورهای دیگر در سال ۲۰۱۲. ایالت آیووا در این سال تولید ناخالصی‌اش قابل مقایسه با کشور زلاندنو بوده‌است.

کشتزارهای آیووا بیش از نه‌هم آن ایالت را پوشانده‌اند. پیرامون شهرها پر از خانه و انبارهای تمیز است و خاک حاصلخیز همه جا را فرا گرفته‌است. کشاورزان آیووا با کمک ماشین‌آلات جدید کشاورزی می‌توانند به اندازه ده برابر محصولی که پیشگامان با کمک خیش‌های اسبی به دست می‌آوردند محصول به دست آوردند. آیووا قسمتی از کمربند عظیم ذرت است که از مرکز ایالت اوهایو به طرف غرب تا مشرق نبراسکا امتداد دارد. گاهی آیووا را ایالتی می‌نامند که در آن ساقه‌های ذرت بسیار قد می‌کشند. کشاورزان آیا با گاو گوشتی فراوان نیز پرورش می‌دهند مرغداری نیز در این ایالت بسیار رایج است.
تولید ناخالص داخلی ایالت در سال ۲۰۰۱ حدود ۹۱ میلیارد دلار بود. ۳۵٫۱٪ از ساکنان، آلمانی‌تبار، ۱۳٫۵٪ ایرلندی‌تبار، ۸٫۲٪ انگلیسی‌تبار، ۵٪ نروژی‌تبار و ۳٫۷۱٪ هلندی‌تبار هستند.
آیووا در قلب کمربند ذرت قرار دارد و بزرگ‌ترین تولیدکنندهٔ ذرت در آمریکاست. این محصول افزون بر مصرف خوراکی، برای تولید سوخت زیستی و حتی پلاستیک نیز به‌کار می‌رود. در آیووا مزارع بزرگی فعالیت می‌کنند و کشاورزی ارگانیک نیز در حال گسترش است. مؤسسهٔ Seed Savers Exchange نیز در این ایالت فعالیت دارد و در آن ارقام اصیل سبزیجات و میوه‌ها برای حفظ تنوع زیستی نگهداری می‌شوند.
در شهر فورست سیتی، شرکت Winnebago Industries فعالیت دارد که یکی از تولیدکنندگان کمپر در آمریکاست. از سال ۱۹۶۶، این شرکت مدل‌هایی را روانهٔ بازار کرد که با قیمت مناسب توانستند شکل سفرهای تفریحی را متحول کنند.
در سال ۲۰۱۲، این ایالت تولید ناخالص داخلی برابر با ۱۶۵٬۵۹۷ میلیارد دلار داشت، که قابل مقایسه با تولید ناخالص داخلی کشور زلاندنو (۱۶۷٬۳۴۷ میلیارد دلار) بود.

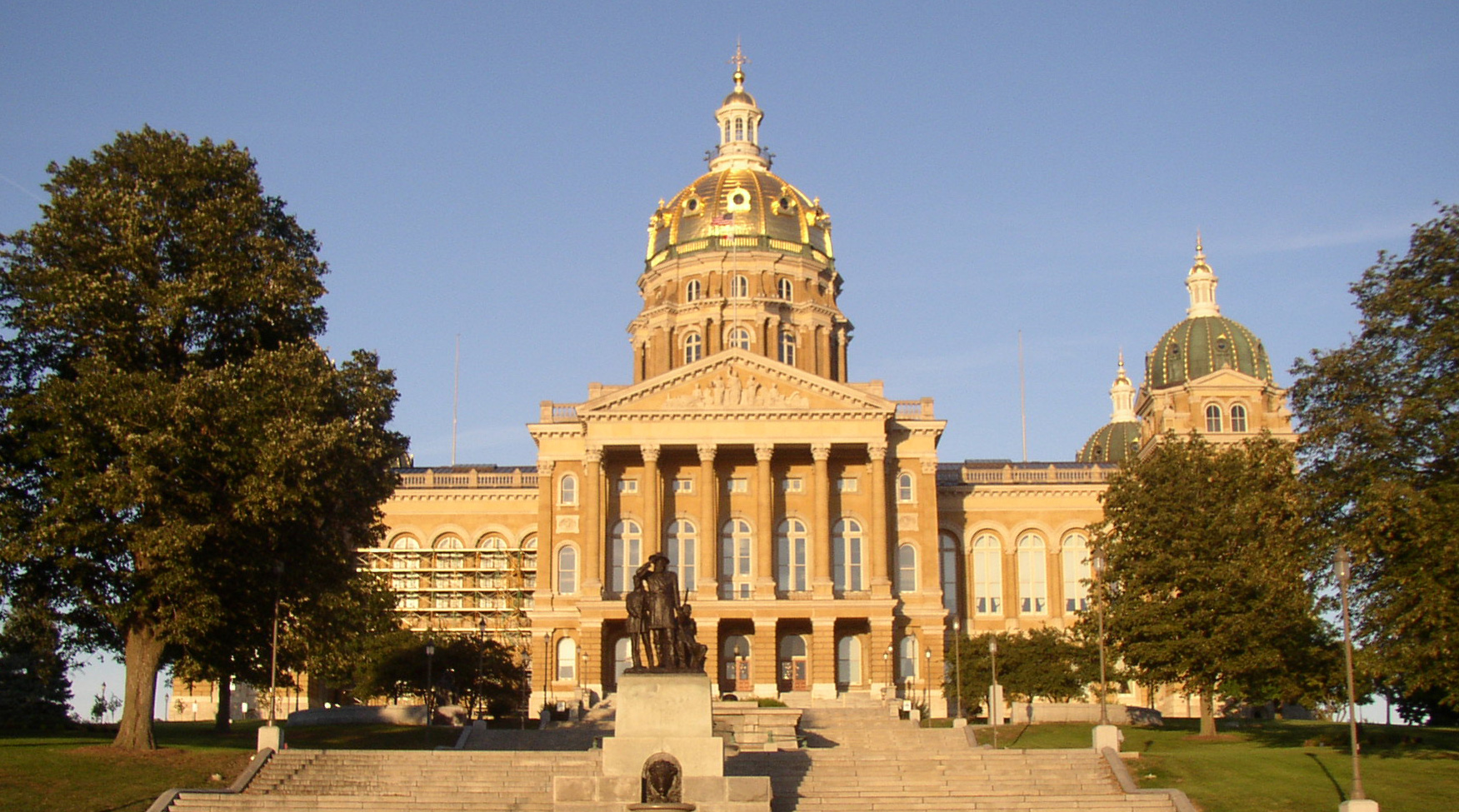
نمایی از پارلمان ایالت آیووا که حاوی دو مجلس ایالتی سنا و عوام می‌باشد.

## مشاهیر
افراد مشهور این سرزمین:
- کوری تیلور
- پگی ویتسون
- هربرت هوور
- جرج گالوپ (ابداع‌کننده سازمان نظرسنجی گالوپ)
- جانی کارسون (گوینده تلویزیونی)
- جیمز ون آلن (فیزیکدانی که حلقه یا کمربند ون آلن به افتخار وی نام‌گذاری گردیده)
- جان وین
- دنیل دیوید پالمر (مبتدع علم کایروپرکتیک)
- گلن میلر
- بیکس بایدربک
- اشتون کوچر
- سث رالینز

## مراکز فرهنگی آیووا
کتابخانه و موزه ریاست جمهوری هربرت هوور نیز در این ایالت قرار دارد.

## نگارخانه

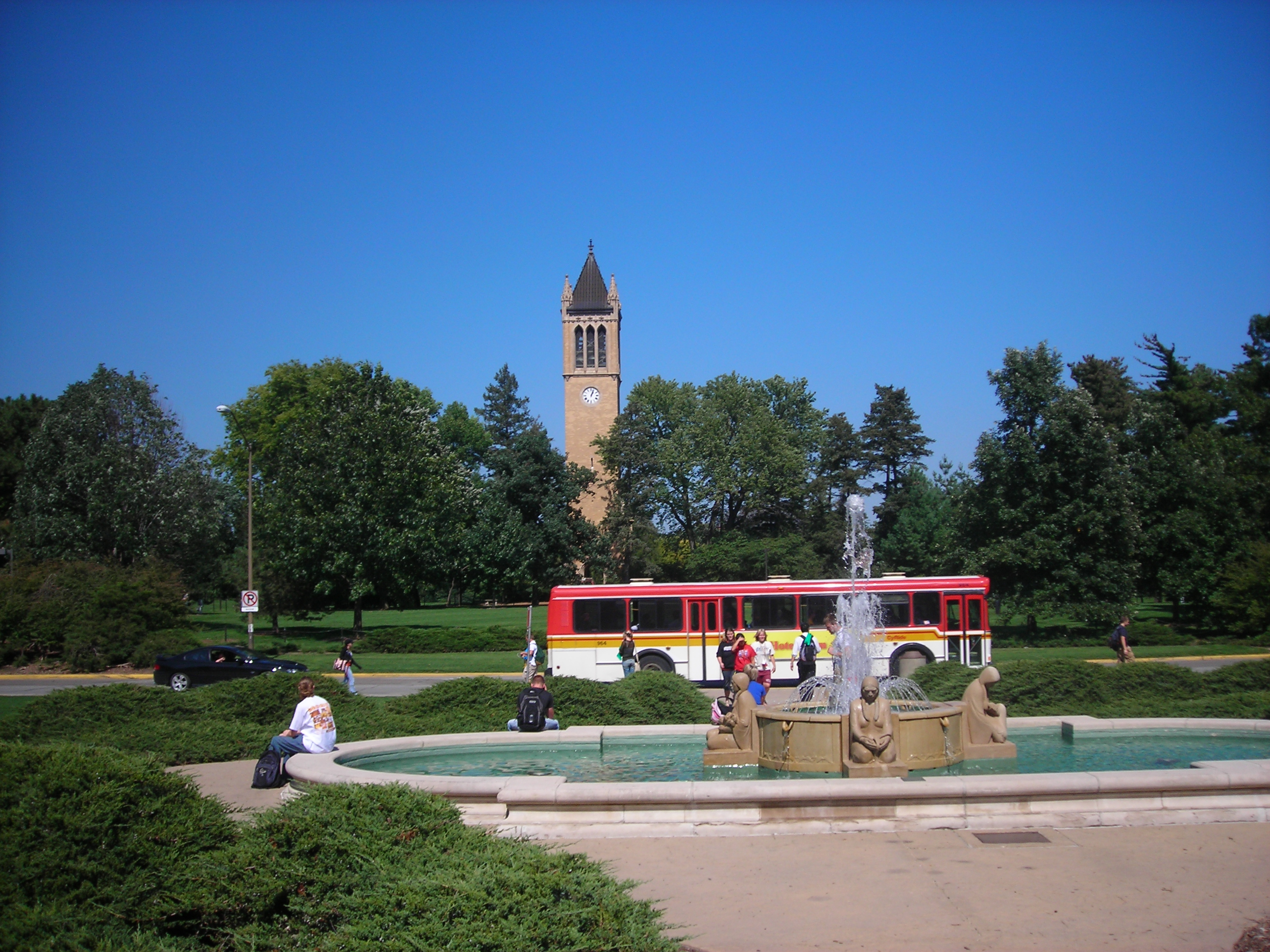
منظره‌ای از پردیس دانشگاه ایالتی آیووا
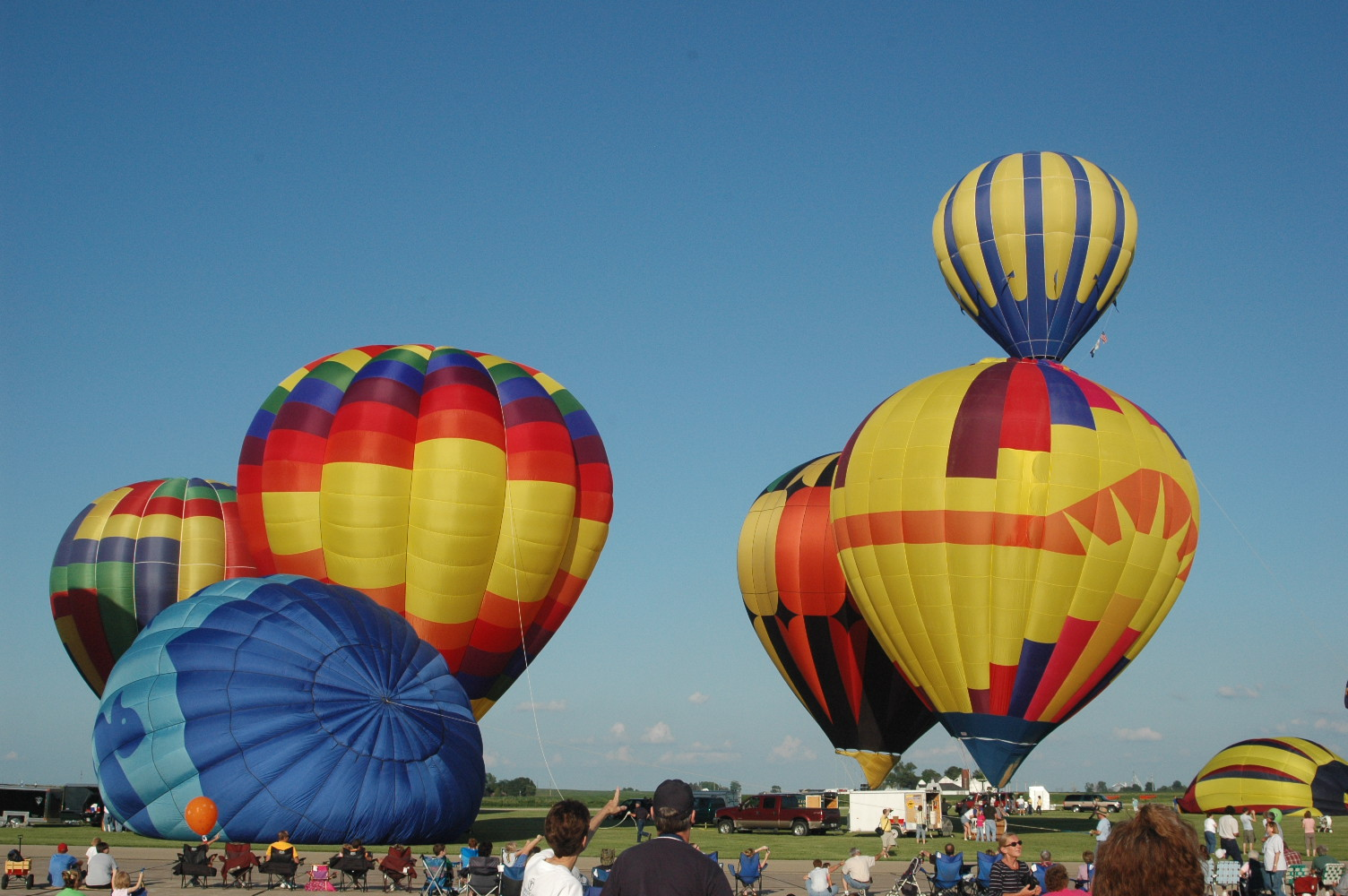
فستیوال بالن‌سواری
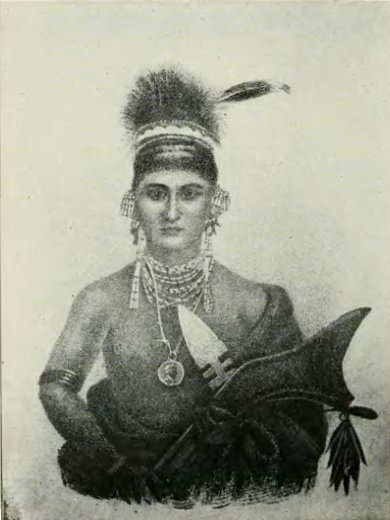
یک سرخ‌پوست بومی از سال ۱۹۰۳
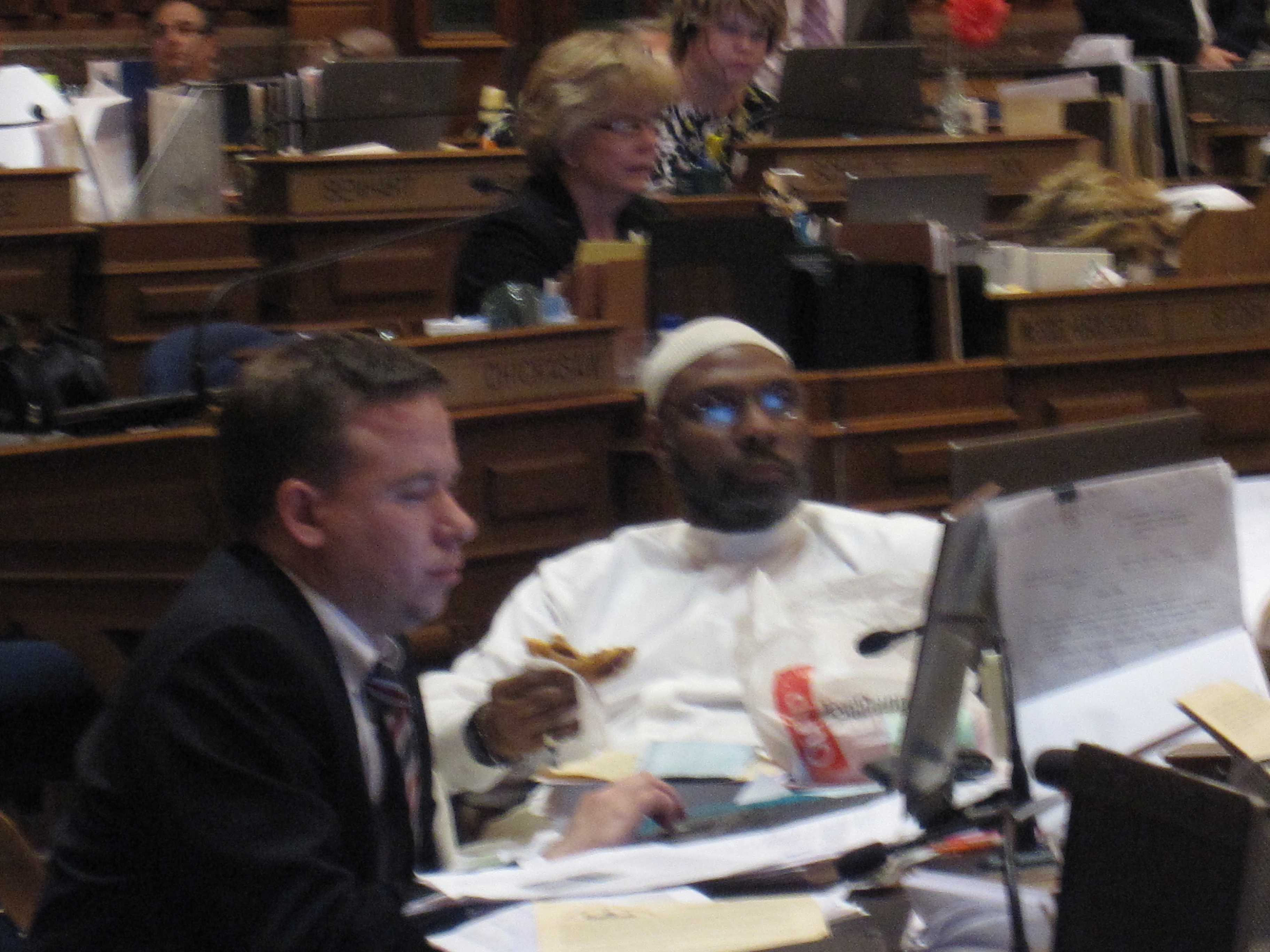
از نمایندگان مسلمان در مجلس آیوا

## شهرهای خواهر
آیووا به‌طور رسمی ۸ شهر خواهر دارد:
- چرچکسکی اوبلست، اوکراین (۱۹۹۶)
- هبی، چین (۱۹۸۳)
- سرزمین استاوروپول، روسیه (۱۹۸۹)
- تایوان (۱۹۸۹)
- ترنگگانو، مالزی (۱۹۸۷)
- ونتو، ایتالیا (۱۹۹۷)
- یاماناشی‌کن، ژاپن (۱۹۶۰)
- یوکاتان، مکزیک (۱۹۶۴)